# Virgatanytarsus arduennensis
Virgatanytarsus arduennensis är en tvåvingeart som först beskrevs av Maurice Emile Marie Goetghebuer 1922.  Virgatanytarsus arduennensis ingår i släktet Virgatanytarsus och familjen fjädermyggor. Arten är reproducerande i Sverige. Inga underarter finns listade i Catalogue of Life.